# Giovanni Moriggi
Giovanni Moriggi (Milano, XI secolo – XI secolo) è stato un vescovo cattolico italiano, vescovo di Cagli in Umbria dal 1072.

## Biografia
Nato a Milano dalla nobile famiglia Morigia, che teneva la signoria di Monza. Abile studioso fu ordinato vescovo di Cagli da Papa Alessandro II nel 1072.